# Cesário Augusto de Almeida Viana
Cesário Augusto de Almeida Viana ComA • GOA foi um administrador colonial português que exerceu o cargo de Governador no antigo território português subordinado a Macau de Timor-Leste entre 1929 e 1930, como Coronel do Corpo do Estado Maior, tendo sido antecedido por Abel Teixeira da Costa Tavares e sucedido por Abel Teixeira da Costa Tavares.
A 28 de Junho de 1919 foi feito Comendador da Ordem Militar de Avis e a 28 de Março de 1928 foi elevado a Grande-Oficial da mesma Ordem.